# Дайсуги
Дайсуги (яп. 台杉, подпорка криптомерии) — японская техника выращивания криптомерии. Техника напоминает бонсай и заключается в том, что у дерева срубают основной ствол, после чего из поросли на пне формируется множество прямых стволов, растущих вертикально вверх, которые затем срубают, не уничтожая дерево целиком; впоследствии оно выпускает другие побеги от сохранившейся корневой системы.

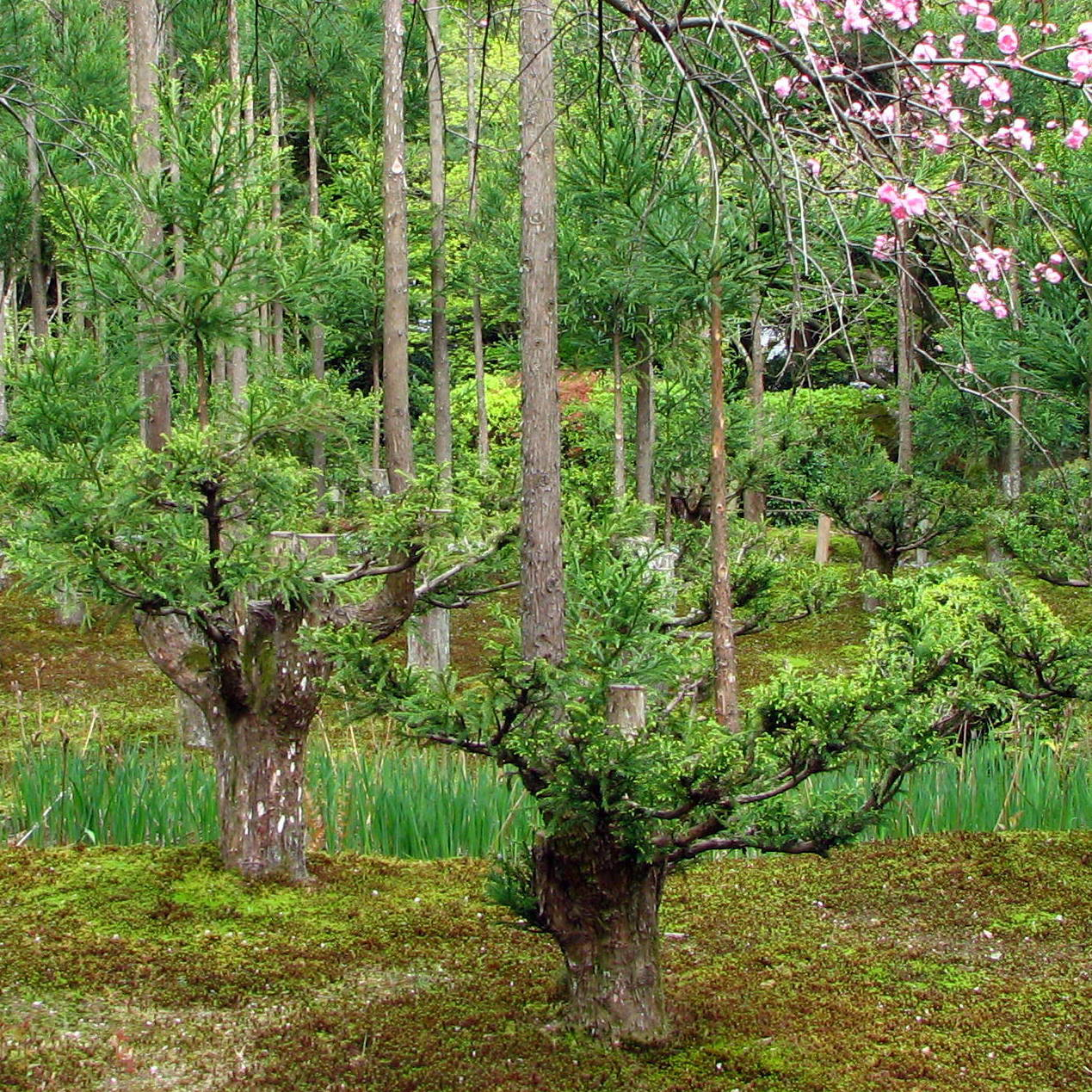
Дайсуги в Рёан-дзи

Для выращивания криптомерии побеги у основания обрезаются, оставляются один-два побега для формирования прямых стволов, которые срубают по достижении нужной толщины. Также вначале растили материнское дерево, срезая верхушку, чтобы оно не вытягивалось вверх, и максимально пригибая ветви к земле. После формирования трёх-четырёх скелетных ветвей на дереве обрезались все новые побеги, за исключением вертикальных. На своеобразных грядках-ветках с мощным материнским стволом и корневой системой быстро вырастали ровные молодые стволы, которые срезали, чтобы стимулировать рост новых. Для лесозаготовок срубали всю молодую поросль. Считается, что производить лесозаготовки с использованием методов дайсуги начали в период Муромати, получая иногда  на материнском дереве до 100 побегов.
Прямые стволы из прочной древесины использовали в традиционной архитектуре для заготовок — таруки — строганых брусков и досок для обустройства обретающей популярность японской чайной церемонии. Для стропил и кровельных материалов при строительстве чайных домиков требовались совершенно прямые стволы деревьев; также прямой ствол нужен был, к примеру, для формирования ниши-токономы.
Благодаря этой технологии возможно получение древесины без необходимости вырубать всё дерево целиком. Дайсуги также позволяет сэкономить площадь для новых деревьев, притом не повреждая материнский ствол. Древесина таких деревьев плотнее и прочнее обычной, кроме того, она почти в полтора раза более гибкая. Для правильного роста деревьев необходима предельно ровная земля. В настоящее время дайсуги почти не используется по практическому назначению. Хотя изначально эта техника создавалась для применения в лесном хозяйстве, её можно также встретить в японских садах. Дайсуги могут видеть посетители сада Сёдзан возле Киото.
Со временем популярность выращивания деревьев на стволах существенно сократилась и используется, в основном, в ухоженных садах. По мере развития современных материалов в архитектуре традиционное выращивание древесины кедра существенно сократилось, но она по-прежнему высоко ценится и используется в производстве мебели, палочек для еды и элементов интерьера.
Дайсуги являлся предметом японской живописи. Деревья, растущие из основания криптомерии японской, художники изображали на свитках и картинах.
В Европе аналогом японского ноу-хау может служить метод древних римлян — «поллард», в Британии — «коппсинг».